# The Genius Hits the Road
The Genius Hits the Road è un album in studio del musicista statunitense Ray Charles, pubblicato nel 1960. Si tratta di un concept album ispirato a diversi luoghi degli Stati Uniti.
Nelle successive riedizioni dell'album, vennero aggiunte diverse bonus track, tra cui Hit the Road Jack.

## Tracce

### Lato A
1. Alabamy Bound (Buddy DeSylva, Bud Green, Ray Henderson) – 1:55
2. Georgia on My Mind (Hoagy Carmichael, Stuart Gorrell) – 3:35
3. Basin Street Blues (Spencer Williams) – 2:46
4. Mississippi Mud (Harry Barris, James Cavanaugh) – 3:24
5. Moonlight in Vermont (John Blackburn, Karl Suessdorf) – 3:02
6. New York's My Home (Gordon Jenkins) – 3:05

### Lato B
1. California, Here I Come (Buddy DeSylva, Al Jolson, Joseph Meyer) – 2:10
2. Moon Over Miami (Joe Burke, Edgar Leslie) – 3:20
3. Deep in the Heart of Texas (June Hershey, Don Swander) – 2:28
4. Carry Me Back to Old Virginny (James A. Bland) – 2:02
5. Blue Hawaii (Ralph Rainger, Leo Robin) – 2:58
6. Chattanooga Choo-Choo (Mack Gordon, Harry Warren) – 3:05

### Bonus track della riedizione CD del 1997 della Rhino
1. Sentimental Journey (Brown, Green, Homer) – 2:58
2. Hit the Road Jack (Percy Mayfield) – 2:00
3. Blue Moon of Kentucky (Bill Monroe) – 2:12
4. Rainy Night in Georgia (Tony Joe White) – 6:16
5. I'm Movin' On (Hank Snow) – 2:29
6. Swanee River Rock (Talkin' 'Bout That River) (Ray Charles)– 2:20
7. Lonely Avenue (Doc Pomus) – 2:34

### Bonus track della riedizione CD del 2009 della Concord
1. Hit the Road Jack (Percy Mayfield|Mayfield) – 2:00
2. Sentimental Journey (Les Brown (bandleader)|Brown, Bud Green|Green, Homer) – 2:58
3. Blue Moon of Kentucky (Bill Monroe) – 2:13
4. Rainy Night in Georgia (Tony Joe White) – 6:16
5. The Long and Winding Road (Lennon, McCartney) - 3:14
6. I Was on Georgia Time (Charles) - 3:28
7. Take Me Home, Country Roads (Danoff, Denver, Nivert) - 3:34